# "LAST GIGS" (Video)
『“LAST GIGS”』（ラスト・ギグス）は、日本のロックバンドであるBOØWY（ボウイ）のライブ・ビデオ。
2001年10月27日に東芝EMI／イーストワールドよりリリースされた。
初版には当時のコンサートパンフレット縮小復刻版が付属していた。

## 解説
1988年4月4日、5日に東京ドームにて行われたBOØWYの最終ライブの模様を収録したライブ・ビデオ。音源は全て4月5日のものだが、映像は4月4日・5日の物を巧みに繋ぎ合わせている。
音源はライブ・アルバムとして発売されたものの、映像は解散に焦点を当てたドキュメンタリー風ビデオとしてライブ・ビデオ『1224』（2001年）の映像と合わせて発売される企画があったが、メンバーのソロ活動に対する配慮から『1224』の発売とともに立ち消えとなったという。
結成20周年記念として発売されたBOØWY関連の新作第1弾であり、大ヒットした。基本的に1988年に発売されたライブ・アルバム「“LAST GIGS”」と同一のもので、新たに「PROLOGUE」と一部MCを追加収録して、リミックスが施された。2008年に「“LAST GIGS”COMPLETE」が発売され、これに統合される形で廃盤となった。

## 収録曲
1. PROLOGUE
  - 作曲：布袋寅泰
2. B・BLUE
  - 作詞：氷室京介／作曲：布袋寅泰
3. DRAMATIC?DRASTIC!
  - 作詞：高橋まこと／作曲：布袋寅泰）
4. MARIONETTE
  - 作詞：氷室京介／作曲：布袋寅泰
5. わがままジュリエット
  - 作詞・作曲：氷室京介
6. LONGER THAN FOREVER
  - 作詞：氷室京介／作曲：布袋寅泰
7. CLOUDY HEART
  - 作詞・作曲：氷室京介
8. WORKING MAN
  - 作詞：松井恒松／作曲：布袋寅泰
9. IMAGE DOWN
  - 作詞：氷室京介／作曲：布袋寅泰
10. BEAT SWEET
  - 作詞：氷室京介／作曲：布袋寅泰
11. NO. NEW YORK
  - 作詞：深沢和明／作曲：布袋寅泰
12. ONLY YOU
  - 作詞：氷室京介／作曲：布袋寅泰
13. Dreamin'
  - 作詞：布袋寅泰・松井五郎／作曲：布袋寅泰）